# Sécurité sociale (États-Unis)
Pour les articles homonymes, voir Sécurité sociale et Sécurité sociale (France).

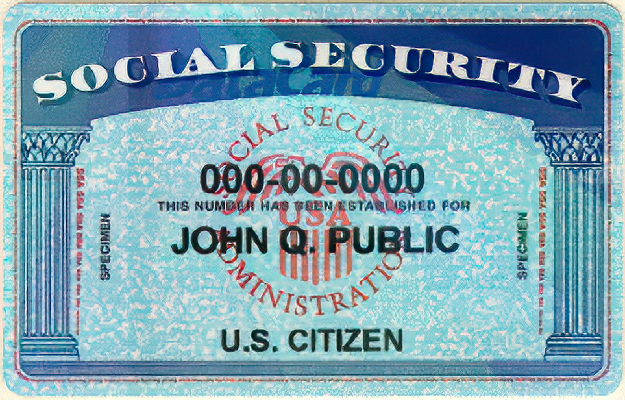
Une carte de sécurité sociale américaine.

Aux États-Unis, le terme Social Security (« Sécurité sociale ») fait référence au programme fédéral Old-Age, Survivors, and Disability Insurance (OASDI). Administré par la Social Security Administration, la sécurité sociale trouve ses origines dans le Social Security Act de 1935, signé lors du New Deal par le président Franklin D. Roosevelt.

## Volets du programme
Le programme fédéral comporte les volets suivants :
- assurance vieillesse, survivants, et invalidité
- assurance chômage (Unemployment Insurance ou UI)
- assistance temporaire des familles dans le besoin
- assurance maladie pour les personnes âgées ou handicapées (Medicare)
- financement des États pour le programme Medicaid
- State Children's Health Insurance Program (SCHIP)
- Supplemental Security Income (SSI)

Les cotisations (Federal Insurance Contributions Act tax ou FICA tax) sont prélevées sur la paye des salariés. Les pensions versées sont proches de 500 milliards de dollars (chiffre de 2004).